# Kurt Neubert (Mediziner)
Kurt Karl-Friedrich Neubert (* 15. August 1898 in Frankenthal; † 4. April 1972 in Würzburg) war ein deutscher Professor für Anatomie.

## Karriere
Er war der Sohn des Landgerichtspräsidenten Ferdinand Neubert und dessen Ehefrau Berta Neubert geborener Riel. Nach dem Ablegen des Abiturs am Gymnasium in Frankenthal erfolgte seine Einberufung zum Militärdienst im Ersten Weltkrieg, in dem er bis zum Unteroffizier befördert wurde. 1919 aus dem Krieg zurückgekehrt, nahm Kurt Neubert ein Studium der Medizin an den Universitäten München und Tübingen auf, das er 1924 mit der Promotion zum Dr. med. abschloss. Seine erste praktischen Erfahrungen als Arzt erwarb er 1924 als Medizinalpraktikant am Städtischen Krankenhaus in Landshut und später an der Universitäts-Poliklinik Tübingen. Gleichzeitig war er zunächst außerordentlicher, ab 1925 ordentlicher Assistent am Anatomischen Institut der Universität Tübingen. 1930 erfolgte dort seine Ernennung zum Privatdozenten für Anatomie.
1927 kam in Tübingen seine Tochter Sigrid Neubert zur Welt, die später als Fotografin Bekanntheit erlangte. Im folgenden Jahr wechselte Kurt Neubert mit seiner Familie als stellvertretender Prosektor an das Anatomische Institut der Universität Würzburg. Von 1932 bis 1937 wirkte er dort als Privatdozent für Anatomie, ordentlicher Assistent und Prosektor für mikroskopische Anatomie und ab 1936 als außerplanmäßiger außerordentlicher Professor für Anatomie und beamteter Oberarzt. Nachdem er bereits ab 1937 vertretungsweise als Professor für Anatomie an der Universität Rostock gewirkt hatte, übernahm er diesen Lehrstuhl im Jahre 1938.

## Politische Tätigkeit
Zum 1. Mai 1933 trat Neubert der NSDAP bei (Mitgliedsnummer 3.416.765) und schloss sich im selben Jahr der SA an.
Seit 1934 war er Mitarbeiter am Rassenpolitischen Amt der NSDAP, Gauleitung Mainfranken, unter dem Rassenhygieniker Ludwig Schmidt. 1939 wurde er zur Wehrmacht eingezogen und nahm am Zweiten Weltkrieg teil. Von 1940 bis 1945 war er in Vertretung, ab 1944 kommissarisch Gaudozentenbundführer von Mecklenburg und zugleich Dozentenbundführer der Universität Rostock.

## Nachkriegskarriere
Aufgrund seiner politischen Belastung wurde Neubert 1945 aus dem Universitätsdienst entlassen. Er ging an die Universität Tübingen zurück, wo er ab 1948 als ordentlicher Professor zur Wiederverwendung und 1951 Honorarprofessor wurde. 1952 wechselte er – als Nachfolger von Curt Elze – an die Universität Würzburg, wo er bis 1966 als ordentlicher Professor für Anatomie wirkte. 1966 wurde Kurt Neubert emeritiert.

## Veröffentlichungen (Auswahl)
- Der Übergang der arteriellen in die venöse Blutbahn bei der Milz; Tübingen, 1924.